# Alpinia guinanensis
Alpinia guinanensis är en enhjärtbladig växtart som beskrevs av Ding Fang och Xiu Xiang Chen. Alpinia guinanensis ingår i släktet Alpinia och familjen Zingiberaceae. Inga underarter finns listade i Catalogue of Life.